# Kerryann Ifill
Pour les articles homonymes, voir Ifill.
Kerryann F. Ifill est une femme politique barbadienne, née le 20 décembre 1973. Membre du Parti travailliste démocrate, elle est présidente du Sénat de 2012 à 2018.

## Biographie
Aveugle depuis l'âge de 4 ans à cause d'une cataracte, Kerryann Ifill fréquente une école adaptée à partir de ses 6 ans.
En 1999, Kerryann Ifill devient la première personne aveugle à être diplômée de l'université des Indes occidentales, en sociologie et psychologie sur le campus Cave Hill de Saint Michael. Elle obtient ensuite un MBA à l'école de commerce de l'université de Durham, en Angleterre. Elle a d'abord voulu devenir avocate mais a abandonné cet objectif à cause de sa cécité, ce qu'elle a ultérieurement regretté.
En 2008, le Premier ministre barbadien David Thompson la nomme au Sénat. En mars 2012, le successeur de Thompson, Freundel Stuart, annonce la nomination de Kerryann Ifill comme présidente du Sénat. À cette fonction, elle est à la fois la première femme, la première personne handicapée et la plus jeune de l'histoire du pays à l'âge de 38 ans,,.
Kerryann Ifill assure aussi la présidence du conseil de la Barbade pour le handicap. Depuis 2010, elle est consultante sur les droits des personnes handicapées.